# اولاد ریاح
اولاد ریاح (به عربی: أولاد ریاح) یک شهرداری در الجزایر است که در استان تلمسان واقع شده‌است.